# آلوگوجیرکا
آلوگوجیرکا (به اسپانیایی: Allgojirca) یک کوه در پرو است که در Peru, Ancash Region واقع شده‌است. آلوگوجیرکا ۴٬۴۰۰ متر بالاتر از سطح دریا واقع شده‌است.